# Major General James B. McPherson
Major General James B. McPherson est une statue équestre située à Washington, honorant le major général de la guerre de Sécession James B. McPherson.
Elle se trouve au McPherson Square et se compose d'une sculpture en bronze créée par Louis Rebisso posée sur un socle de granit.
Le monument est une propriété contributrice à un district historique : l'ensemble des Monuments de la guerre de Sécession à Washington.

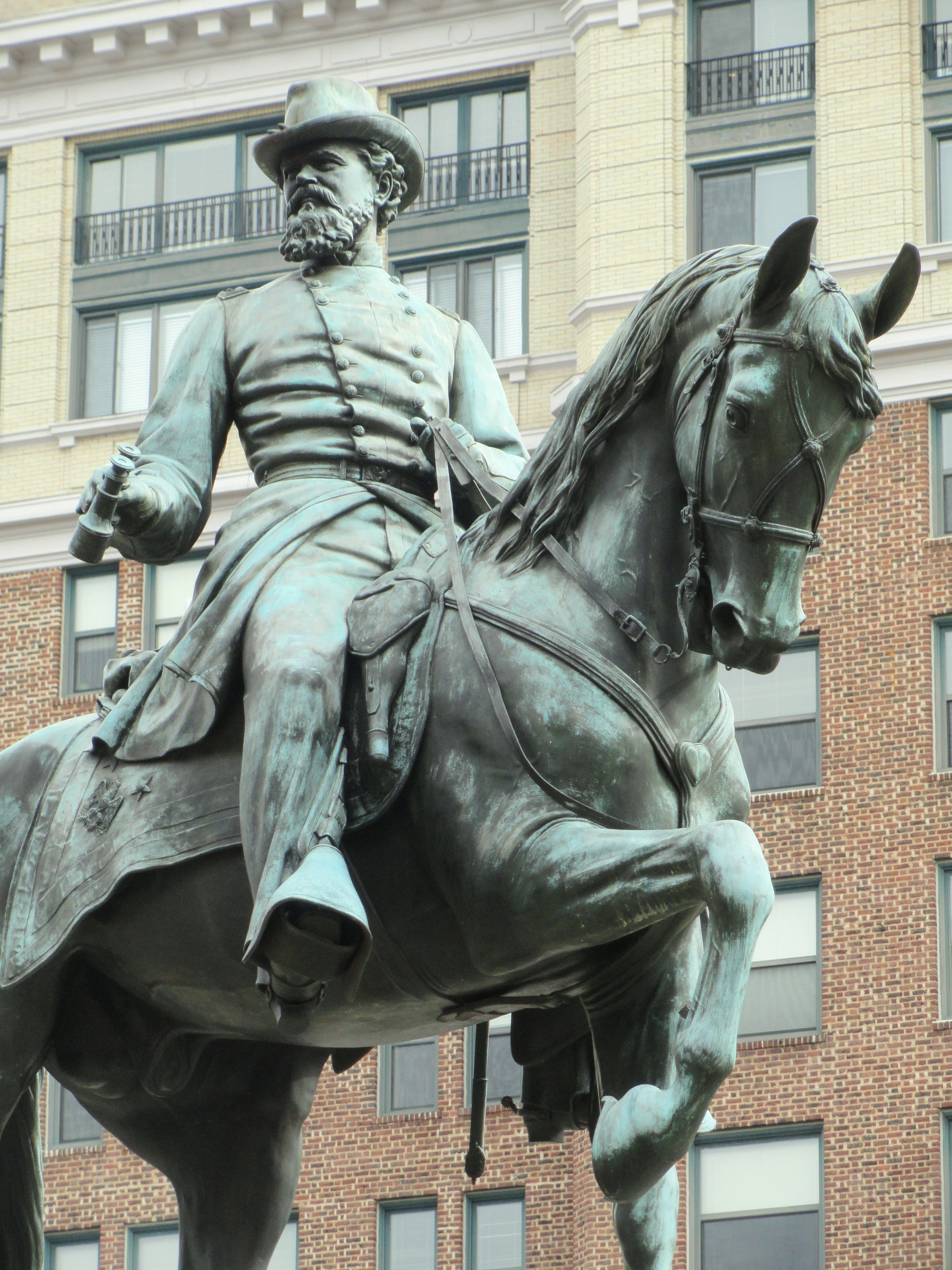
Major General James B. McPherson.